# Philiris aroa
Philiris aroa är en fjärilsart som beskrevs av Bethune-Baker 1908. Philiris aroa ingår i släktet Philiris och familjen juvelvingar. Inga underarter finns listade i Catalogue of Life.